# Otachyrium
Otachyrium is een geslacht uit de grassenfamilie (Poaceae). De soorten van dit geslacht komen voor in Zuid-Amerika.

## Soorten
De Catalogue of New World Grasses [11 april 2010] erkent de volgende soorten: 
- Otachyrium aquaticum
- Otachyrium boliviense
- Otachyrium grandiflorum
- Otachyrium piligerum
- Otachyrium pterygodium
- Otachyrium seminudum
- Otachyrium succisum
- Otachyrium versicolor